# Ágora virtual
Ágora Virtual é um conceito que visa dar conta das transformações econômica, política e sociais provocadas pela "emergência do ciberespaço", do qual Pierre Lévy é um dos mais importantes pensadores.
As ágoras eram praças pública onde os gregos realizavam assembleias e aplicavam a justiça, e serve de analogia ao conceito da ágora digital que seria a interação entre os cidadãos em tempo real através de ferramentas digitais, celebrando novas formas de comunicação em um espaço que sincronicamente exerce papel de mídia e de local de viver.